# Platz der Luftbrücke
Platz der Luftbrücke – plac w Berlinie, w Niemczech, w dwóch dzielnicach: Kreuzberg w okręgu administracyjnym Friedrichshain-Kreuzberg oraz Tempelhof w okręgu administracyjnym Tempelhof-Schöneberg. Nazwa placu nawiązuje do operacji Vittles. Przy placu znajduje się wejście na byłe lotnisko Berlin-Tempelhof.
Przy placu znajduje się stacja metra linii U6 Platz der Luftbrücke.